# Voicești
Voicești est une commune roumaine située dans le județ de Vâlcea.